# Łuk Janusa
Łuk Janusa (łac. Ianus Quadrifrons, wł. arco di Giano) – potoczna nazwa czwórbramnego łuku triumfalnego, znajdującego się w Rzymie pomiędzy Forum Boarium a Velabrum, oryginalnie poświęconego najprawdopodobniej Konstantynowi Wielkiemu. Wzniesiony został na początku IV wieku, przypuszczalnie na miejscu wcześniejszej konstrukcji.
Wzniesiony z marmuru łuk jest masywną budowlą o sklepieniu żebrowym. Ma 16 m wysokości i 12 m szerokości. Jego przęsła przerzucone zostały ponad kanałem Cloaca Maxima. Przeloty mają po 10,60 m wysokości i 5,70 m szerokości. Na filarach łuku znajdują się poprzedzielane półkolumnami nisze, po 6 na każdej ścianie, w których pierwotnie mogły być ustawione jakieś posążki. Na zwornikach umieszczone są mocno obecnie zniszczone wizerunki bogiń, z których zidentyfikować można Minerwę nad północnym i Romę nad wschodnim przelotem. Nie zachowała się natomiast wieńcząca pierwotnie górę łuku attyka. W średniowieczu na jej miejscu została dodana nadbudowa, rozebrana w 1830 roku.
Nazwa od boga Janusa.